# 니호, 구시광
《니호, 구시광》(중국어 간체자: 你好，旧时光, 정체자: 你好，舊時光, 병음: Nǐ Hǎo, Jiù Shí Guāng 니하오, 주스광[*], 영어: My Huckleberry Friends 마이 허클베리 프렌즈[*])은 중국의 웹 드라마. 중화TV에서 《최호적아문2 : 안녕, 우리들의 시간》의 제목으로 방송된다.

## 소개
- 순수한 고등학생의 사랑과 이별의 이야기를 그린 청춘 드라마

## 등장 인물
- 리란디 (李兰迪) - 위저우저우 (余周周) 역
- 장신청 - 린양 (林杨) 역
- 이견 (李牵) - 미차오 (米乔) 역
- 주징오 (周澄奥) - 번번 (奔奔) 역
- 허몽원 (许梦圆) - 신루이 (辛锐) 역
- 조은제 (曹恩齐) - 천안 (陈桉) 역
- 탕몽가(汤梦佳) - 링샹첸 (凌翔茜) 역
- 조건뢰 (赵健雷) - 장촨 (蒋川) 역
- 진붕만리 (陈鹏万里) - 추톈쿼 (楚天阔) 역